# Paralisia do estupro
Em sexualidade humana, a paralisia, também conhecida como paralisia do estupro, paralisia involuntária, terror (ou desmaio), ou imobilidade tônica, é uma reação natural de sobrevivência do corpo humano que pode ser ativada automaticamente pelo cérebro humano de uma pessoa que se sente ameaçada por violência sexual. Durante essa paralisia, a pessoa não consegue se mover nem falar, até que se sinta segura novamente. Essa reação de sobrevivência é um reflexo; ocorre automaticamente, sem escolha consciente, e não pode ser interrompida. A paralisia é a reação que o cérebro aplica ao corpo sempre que todas as outras opções para evitar a violência sexual (prevenir, congelamento (hipervigilância), fuga, luta, compromisso) se esgotam.
Na ciência moderna, entende-se cada vez mais quando, como e por que a paralisia ocorre. Contudo, a conscientização pública sobre a paralisia ainda é limitada, o que acarreta consequências negativas para a prevenção, punição e processamento da violência sexual. A paralisia é, por vezes, também denominada congelamento, embora os estudiosos prefiram evitar esse uso do termo para não criar confusão com a resposta de congelamento (hipervigilância) que geralmente a precede.

## Explicações científicas
Ver também
Na literatura científica e acadêmica, faz-se distinção entre diversas reações de sobrevivência que os seres humanos (e, por vezes, animais não humanos) empregam, consciente ou inconscientemente, para sobreviver quando confrontados com uma situação potencialmente ameaçadora à vida. Os termos utilizados incluem:
- Prevenir (ou evitar)
- Congelamento (também conhecido como hipervigilância, isto é, estar cauteloso, atento ou alerta)
- Fuga
- Luta
- Compromisso (ou manter a paz)
- Terror, desmaio, paralisia, imobilidade tônica,[5][1] ou fingir estar morto[5][6]

Em 1988, o psicólogo americano J. A. Gray foi o primeiro a propor a sequência congelamento, fuga, luta, terror. Ele baseou-se no conceito já existente na psicologia (e, posteriormente, na biologia) de combinar as respostas de fuga e luta na "resposta de luta ou fuga" (primeiramente sugerida pelo psicólogo Walter Bradford Cannon em 1929; depois, cientistas concluíram que a sequência usual é primeiro fuga e, somente então, luta).
Uma pessoa, por vezes, ainda tem a opção de tentar manter a paz e negociar um compromisso com quem a ameaça; ao cooperar e oferecer concessões, a pessoa ameaçada tenta conter os danos que o agressor pretende infligir.
Paralisia ou imobilidade tônica é a ação que humanos e animais ameaçados realizam quando todas as outras opções se esgotam: em contato físico com o agressor, fingem estar mortos e, assim, tentam sobreviver à situação perigosa. Burgess & Holstrom (1976) propuseram o termo paralisia do estupro como sinônimo; no início do século XXI, o termo imobilidade tônica passou a ser mais comum.
A psicóloga holandesa Agnes van Minnen (2017) propôs prevenir ou evitar (voorkomen) como estratégia adicional que precede o congelamento ou hipervigilância: tentar prevenir/evitar acabar em situações perigosas em primeiro lugar.
Em psicologia infantil, os termos congelamento ou congelar têm, por vezes, sido aplicados à última fase do terror (imobilidade tônica, paralisia), mas, como a fase anterior de congelar (hipervigilância, estar alerta) já foi descrita com esse termo na etologia, isso tem causado muita confusão.
Há uma lógica fixa por trás dessa sequência de reações de sobrevivência: o cérebro considera automaticamente todas as opções disponíveis, organizando-as da reação que oferece o menor risco de dano ao corpo até aquela que apresenta o maior risco.
Logo que o perigo é detectado, todas as possibilidades são avaliadas, e a opção mais segura disponível é, frequentemente, empregada inconscientemente em milissegundos, como um reflexo.
A paralisia é acionada sempre que todas as outras opções se esgotam, e o cérebro decide se submeter à iminente violência sexual na esperança de proteger o corpo contra a morte.
Por exemplo, se a pessoa ameaçada correr um risco demasiadamente alto de ser morta ao tentar revidar contra o agressor, o cérebro pode optar pela paralisia para permitir que o corpo sobreviva.
Além dos humanos, a imobilidade tônica é também uma resposta de sobrevivência em todos os mamíferos, sendo aplicada sempre que fugir ou lutar aumentaria o risco de morte e, portanto, essas não seriam as melhores opções.
Portanto, os cientistas acreditam que a imobilidade tônica como resposta de sobrevivência é a melhor explicação para o motivo de alguns humanos se paralisarem quando ameaçados ou durante a violência sexual.

## Prevalência
Um estudo escandinavo de 2017 relatou que 70% das 298 mulheres que procuraram uma clínica de emergência dentro de um mês após vivenciarem violência sexual experimentaram uma imobilidade tônica significativa (paralisia) no momento do ocorrido. Cerca de 48% relataram inclusive imobilidade tônica extrema durante o assalto sexual. Além disso, 189 (quase dois terços) das mulheres desenvolveram transtorno de estresse pós-traumático (TEPT) e depressão maior.

## Questões sociais

### Conscientização sobre a paralisia
Nas sociedades modernas, grande parte da população ainda não sabe o que é a paralisia (por vezes chamada de congelamento), quando ela ocorre e com que frequência. Por exemplo, uma pesquisa holandesa de 2021, realizada pela I & O Research e encomendada pela Anistia Internacional, envolvendo 1.059 estudantes de língua holandesa, demonstrou que 22% nunca tinham ouvido falar de congelamento (no sentido de paralisia), 25% já tinham ouvido, mas não sabiam exatamente o que significava; os 53% restantes sabiam.:5
59% dos estudantes com 18 anos ou menos não sabiam o que era; 42% nunca tinham sequer ouvido falar sobre isso.:20
Contudo, quanto mais velhos os estudantes, maior era o conhecimento sobre o assunto (61% daqueles com 25 anos ou mais sabiam o que era a paralisia).:20
Ademais, apenas 33% dos estudantes que não tinham conhecimento, seja por experiência pessoal ou por terceiros, sobre o que significava a penetração sexual sem consentimento, sabiam o que era o congelamento.:5
A pesquisa também mostrou que 29% dos homens nunca tinham ouvido falar sobre o tema (26% já tinham, mas não sabiam o que era), enquanto apenas 15% das mulheres nunca tinham ouvido (23% já tinham, porém sem saber o que significava).:19
Por fim, muitos estudantes entenderam que alguém deveria dizer claramente "não" se não desejasse a penetração sexual, mesmo que soubessem o que era a paralisia e que uma pessoa paralisada não é capaz de dizer "não".:26
Embora os homens também possam ser vítimas de violência sexual e também podem ser paralisados pelo medo, isso ocorre com as mulheres com maior frequência, e geralmente por agressores do sexo masculino, embora também haja agressores do sexo feminino.

### Consequências para potenciais agressores
Devido à falta de conscientização pública sobre a paralisia, potenciais agressores frequentemente não reconhecem a paralisia em uma pessoa com quem desejam ter relações sexuais.
Existe o risco de que, se o iniciador tiver perguntado, de forma verbal ou não verbal, se a outra pessoa desejava ter relações ou se indicou seu próprio desejo, o fato de a outra pessoa ficar paralisada pelo medo e, assim, não conseguir dizer "não" ou resistir seja interpretado como consentimento. O iniciador pode equivocadamente acreditar que o silêncio equivale a consentimento e, por isso, iniciar atos sexuais com a pessoa paralisada. Dessa forma, é possível que alguém estupre ou agrida sexualmente uma pessoa paralisada sem perceber (conhecido como estupro negligente e agressão sexual negligente, respectivamente).
Além disso, a suposição de que toda pessoa poderia dizer "não" ou resistir a qualquer momento se não quisesse ter relações sexuais pode levar, posteriormente, o agressor a culpar a vítima por não ter se oposto às suas investidas.

### Consequências para potenciais vítimas
Por outro lado, as potenciais vítimas frequentemente não estão preparadas para um cenário no qual se tornarão paralisadas, ficando incapazes de dizer "não" ou resistir fisicamente. Assim que se encontram nessa situação, já é tarde demais.
Depois, muitas vítimas (também chamadas de sobreviventes) não compreendem o que aconteceu e por que não conseguiram dizer ou fazer nada para comunicar que não desejavam ter relações sexuais. Como consequência, elas frequentemente se culpam por terem sido agredidas sexualmente, pois esperavam poder agir, mas concluem que falharam em fazê-lo (autoculpa da vítima). Isso pode levar a uma enorme vergonha, à tendência de não contar a ninguém o ocorrido, a tentativas de esquecer a experiência traumática e de apagar todas as suas evidências (inclusive elementos que poderiam ter sido usados como prova contra o agressor).

## Questões legais
A falta de conhecimento sobre a paralisia entre legisladores e advogados pode levar à omissão de cenários sexuais nos quais essa reação ocorre. Por um lado, isso pode resultar em uma legislação baseada na ideia de que o estupro ou agressão sexual é sempre acompanhado de violência ou coerção por parte do agressor e/ou sempre acompanhado de resistência da vítima. Essa legislação baseada na coerção é insuficiente em casos onde a paralisia impede a vítima de resistir, fazendo com que o agressor não precise usar força ou coerção para realizar atos sexuais com a pessoa que não deseja. De acordo com essa lei, nenhum crime seria cometido e o agressor não poderia ser processado. Como resultado, muitas vezes não há proteção legal para as vítimas de violência sexual que ficam paralisadas.
Para remediar essa questão, vários países não definem a violência sexual apenas pela força ou coerção, mas também pela pressão psicológica e/ou pela indefesa condição da vítima. Essa legislação abrange não só a paralisia, mas também os casos em que a vítima se encontra sob efeito de substâncias intoxicantes.
Outra solução possível é fundamentar a legislação sobre violência sexual na ausência de consentimento. Segundo essa abordagem, o requisito de que a outra pessoa comunique o consentimento e o faça efetivamente é a melhor maneira de garantir que ela realmente deseja ter relações sexuais. Se o iniciador não obtiver uma resposta da outra pessoa, pode concluir que é melhor não se envolver em atos sexuais, para garantir que o silêncio não seja mal interpretado. A legislação baseada no consentimento elimina a necessidade de provar o estupro ou a agressão com base na violência ou coerção do agressor ou na resistência da vítima – algo que frequentemente se torna impossível devido à ocorrência da paralisia involuntária – e, assim, impede que o requisito seja cumprido na legislação baseada na coerção.

## Literatura
- van Minnen, Agnes (2017). Paralisado pelo medo. Recuperação após abuso sexual. Amsterdam: Boom. 178 páginas. ISBN 978-90-2440-898-6
- Bracha, H. Stefan (2004). «Congelamento, Fuga, Luta, Terror, Desmaio: Perspectivas Adaptacionistas sobre o Espectro da Resposta Aguda ao Estresse» (PDF). CNS Spectrums. 9 (9): 679–685. PMID 15337864. doi:10.1017/S1092852900001954
- «A maioria dos holandeses acha que "sexo sem consentimento" é estupro». ioresearch.nl. I & O Research. 29 de junho de 2020. Consultado em 22 de janeiro de 2022
- «Uma em cada dez estudantes do sexo feminino foi penetrada sem consentimento durante os estudos». ioresearch.nl. I & O Research. 9 de junho de 2021. Consultado em 22 de janeiro de 2022